# Estelline (Texas)
Estelline é uma cidade  localizada no estado norte-americano do Texas, no Condado de Hall.

## Demografia
Segundo o censo norte-americano de 2000, a sua população era de 168 habitantes.
Em 2006, foi estimada uma população de 167, um decréscimo de 1 (-0.6%).

## Geografia
De acordo com o United States Census Bureau tem uma área de
1,9 km², dos quais 1,9 km² cobertos por terra e 0,0 km² cobertos por água.

## Localidades na vizinhança
O diagrama seguinte representa as localidades num raio de 40 km ao redor de Estelline.